# Grzegorz Kapołka
Grzegorz Kapołka – polski gitarzysta bluesowy pochodzący z Imielina na Górnym Śląsku.
Absolwent Wydziału Jazzu i Muzyki Rozrywkowej Akademii Muzycznej w Katowicach. Współpracuje na stałe z Irkiem Dudkiem od 1985. W latach 1986–1991 grał w legendarnej formacji Young Power- Krzysztof Popek, Andrzej Urny, Marcin Pospieszalski, Włodzimierz Kiniorski, Józef  Ziut Gralak, Wojtek Niedziela, Krzysztof Zawadzki, Grzegorz Nagórski, Jarosław Kwiecień,Marek Kazana, Waldemar Leczkowski, Alek Korecki. Grał również  w kolejnym legendarnym projekcie Krzysztofa Popka, kwartecie  DI BOX. Od roku 1999 do 2015 grał w zespole Golec uOrkiestra. Współpracował także z  Tomaszem Stańko, Keb Mo, Kubą Badachem, Juvenudisem Sarandisem,  Grażyną Łobaszewską, Krystyną Prońko, Darkiem Janusem, Ewą Urygą, Bronkiem Dużym, Jorgosem Skoliasem, Wojtkiem Staroniewiczem, Zbigniewem Jakubkiem, Krzysztofem Ścierańskim, Antymosem  Apostolisem, Jerzym Piotrowskim, NOSPR  oraz  z wieloma innymi Artystami. Nagrał krążek Mr DJ z Frankiem Gambale i Robertem Eubanksem. Jego dyskografia obejmuje pięć autorskich płyt: I'm Believing (1996), Blue Blues (1999), Blue Blues II (2001), Blue Blues III (2008), Blues4You (2013), 5th Avenue Blues (2017), a także ponad 50 płyt będących wynikiem współpracy z innymi muzykami.

## Dyskografia

### Albumy autorskie
- 1996 I’m Believing
- 1999 Blue Blues
- 2001 Blue Blues II
- 2008 Blue Blues III
- 2013 Blues4You
- 2017 5th Avenue Blues